# Nicolai Abraham Abildgaard

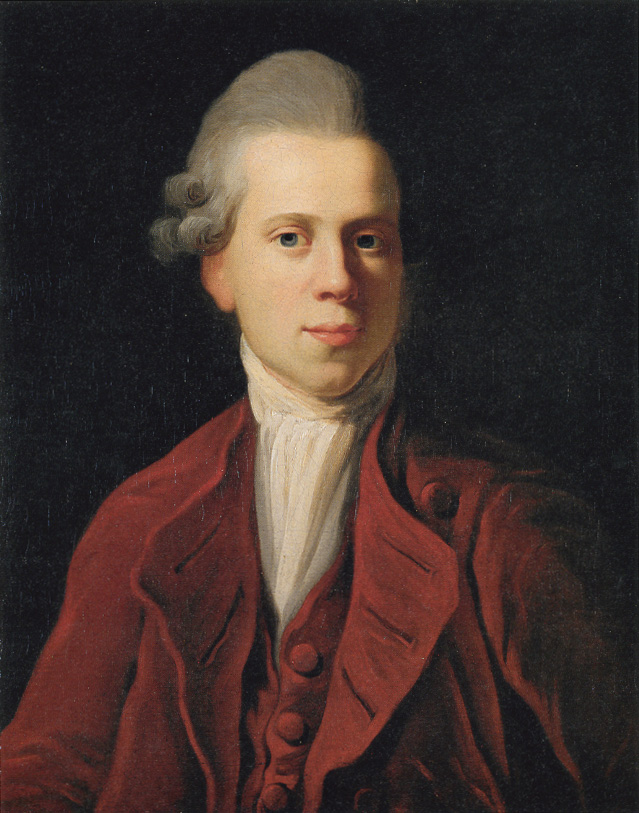
Portret van Nicolai Abildgaard door Jens Juel (1772)

Nicolai Abraham Abildgaard  (Kopenhagen, 11 september 1743 – Frederiksdal, 4 juni 1809) was een Deense kunstschilder, architect, beeldhouwer en tekenaar uit de 18e eeuw.

## Biografie
Abildgaard werd geboren in Kopenhagen in 1743. Na zijn opleiding aan de Koninklijke Deense Kunstacademie te Kopenhagen ging hij van 1772 tot 1777 studeren in Rome. Hij bestudeerde er de grote schilders van de 16e eeuw, onder wie Michelangelo, Rafaël en Titiaan.
In 1778 werd hij benoemd tot hoogleraar aan de Kopenhaagse kunstacademie en tot koninklijk historieschilder. De schilderijen die hij maakte in opdracht van koning Christiaan VII gingen verloren bij de grote brand die in 1794 Christiansborg in de as legde. De schetsen voor deze historiestukken bevinden zich nu in het Statens Museum for Kunst. Na de brand betrok de koninklijke familie het kasteel Amalienborg, waarvoor Abildgaard het interieur ontwierp.
In 1798 werd hij benoemd tot directeur van de kunstacademie. Hij stierf in Frederiksdal in 1809.
Hij geldt als een van de belangrijkste schilders van zijn tijd en had een grote invloed dankzij zijn directeurspost. Onder zijn belangrijkste navolgers vinden we Philipp Otto Runge en Bertel Thorvaldsen. Zijn leerling C.W. Eckersberg volgde hem op als hoogleraar aan de academie.

## Werk
Abildgaards voorkeur ging uit naar onderwerpen uit de geschiedenis, de literatuur, de noordse mythen en Shakespeare. Zijn werk is zowel classicistisch als romantisch.

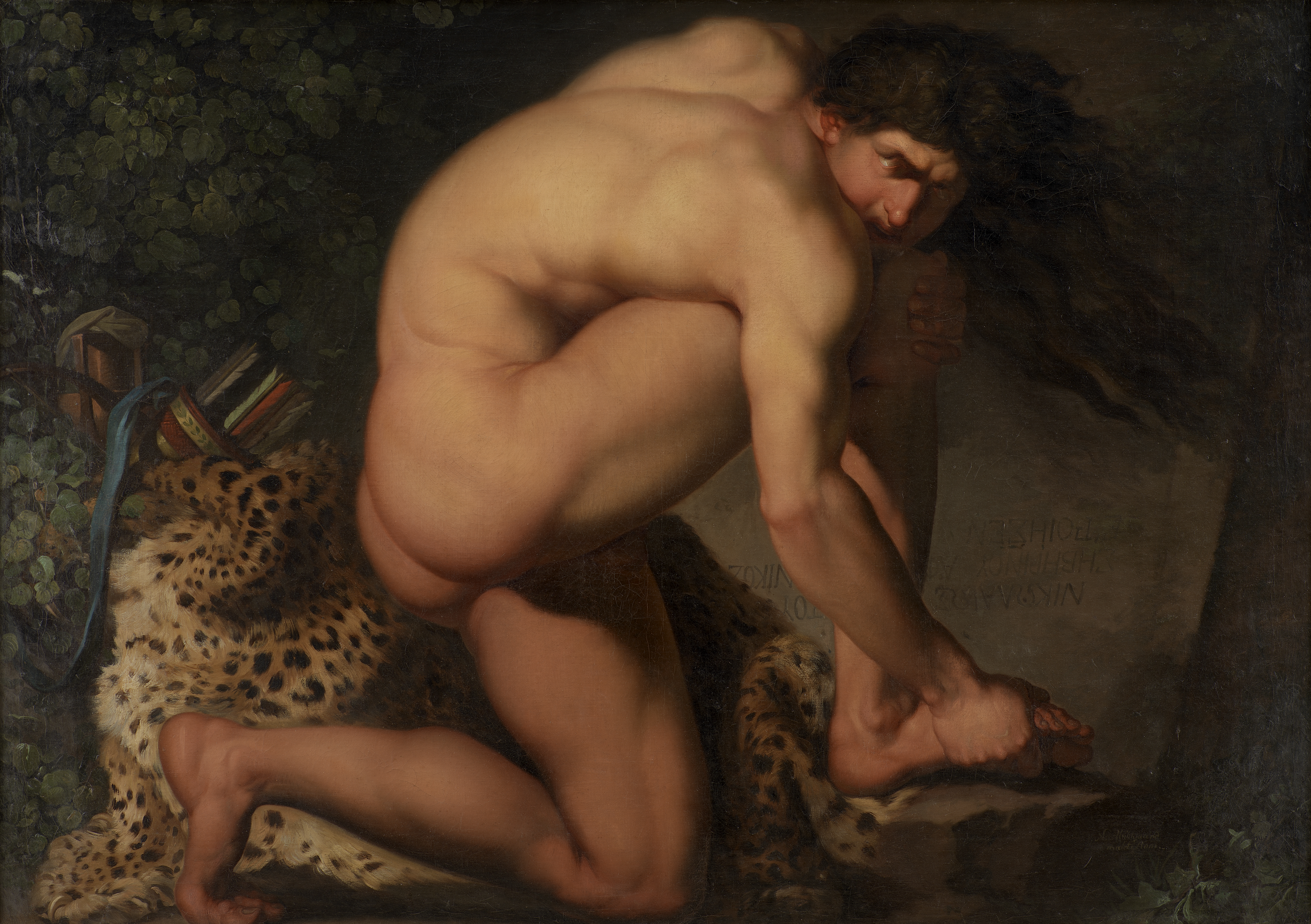
Philoctetes, 1775, Statens Museum for Kunst, Kopenhagen
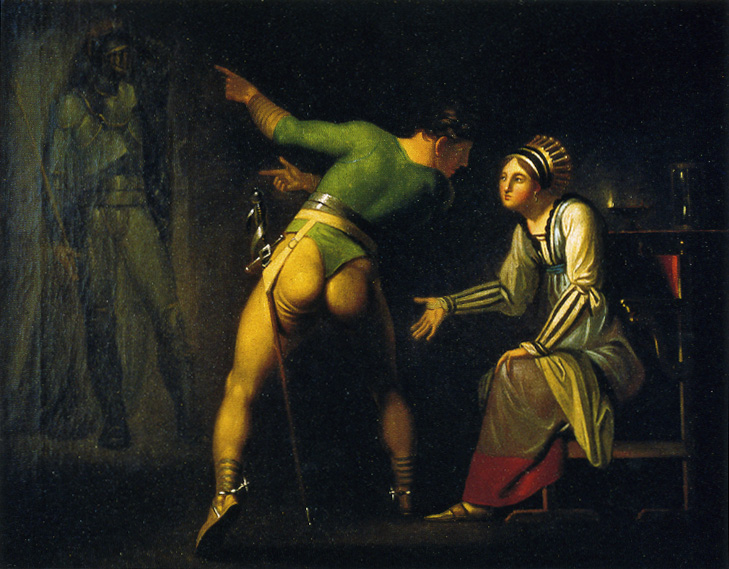
Hamlet toont zijn moeder de geest van zijn vader, 1778, Statens Museum for Kunst, Kopenhagen
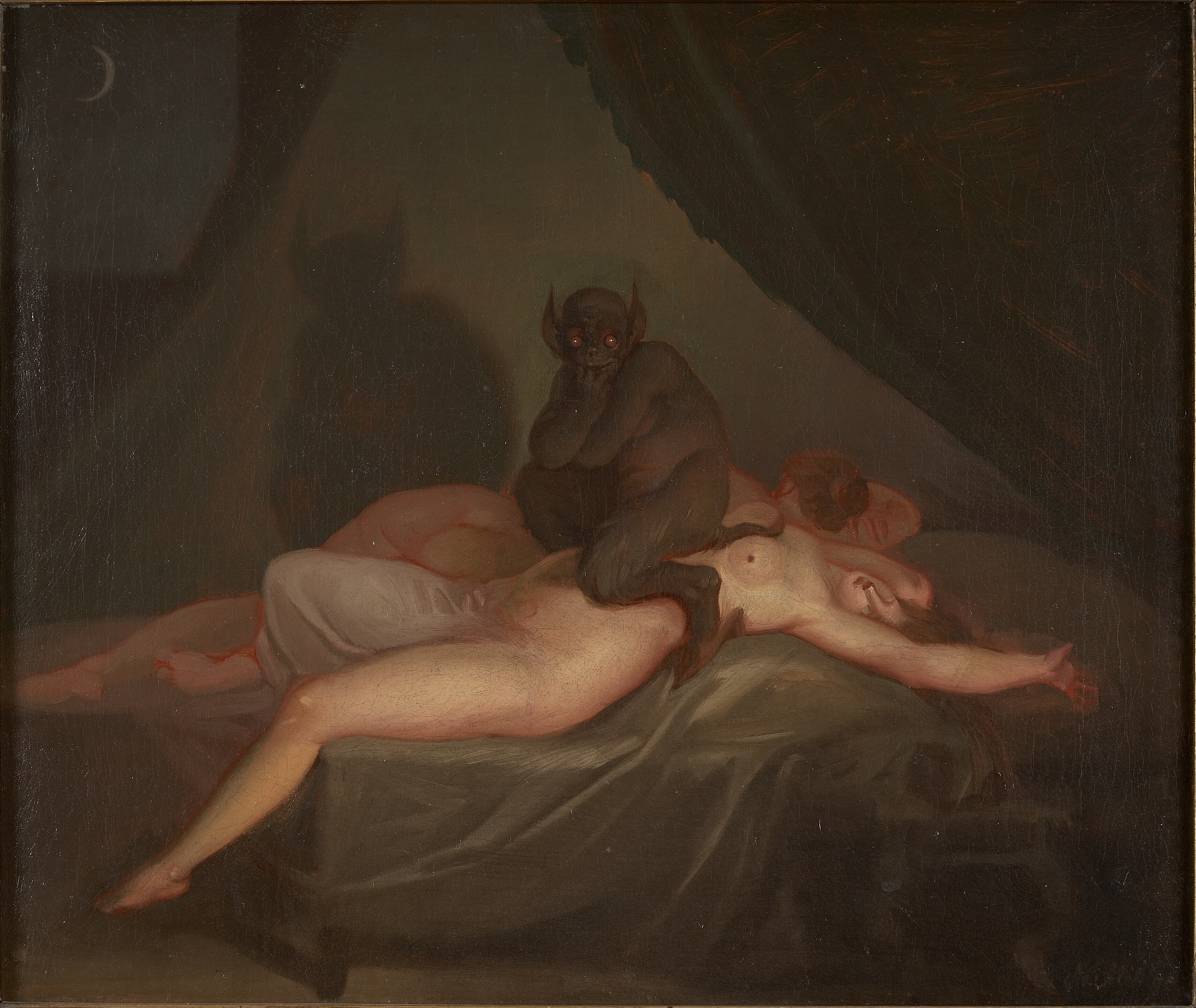
Nachtmerrie, 1800, Soro Art Museum
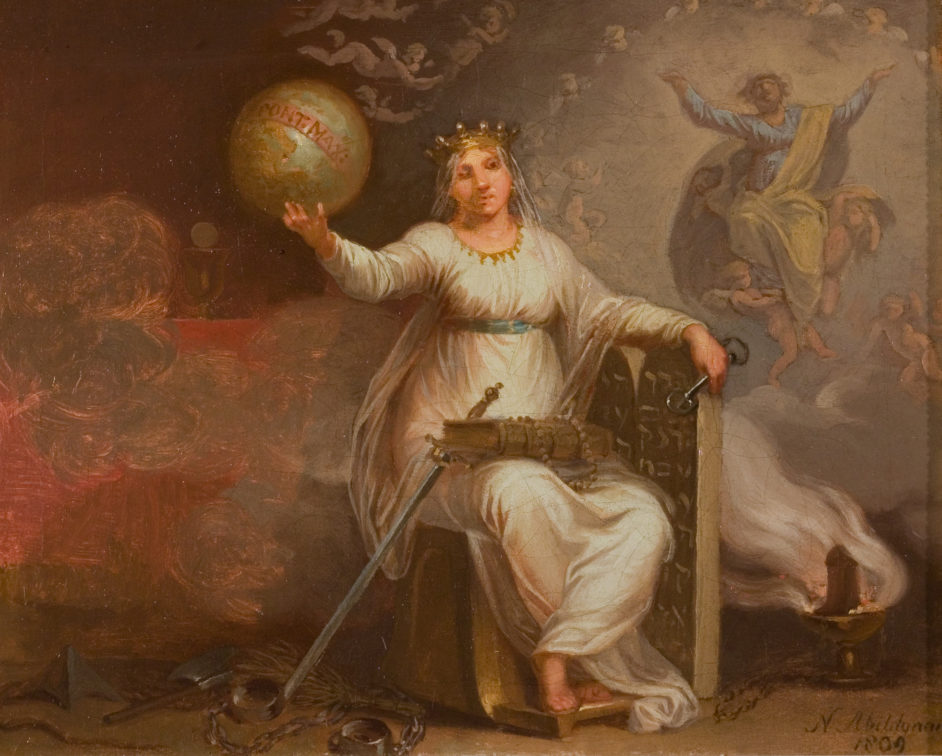
Het katholieke wereldbeeld, 1809, Ribe Kunstmuseum
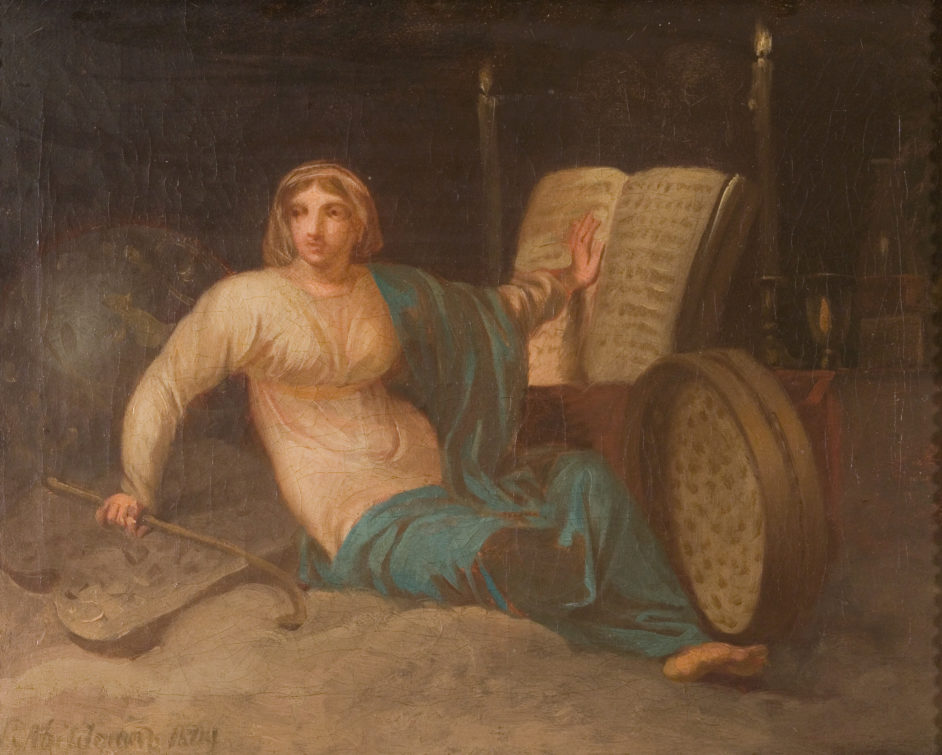
Het protestantisme, 1809, Ribe Kunstmuseum

- Bibsys: 10079827
- Biblioteca Nacional de España: XX1171310
- Bibliothèque nationale de France: cb136035628 (data)
- Gemeinsame Normdatei: 116003472
- International Standard Name Identifier: 0000 0001 1037 9358
- KulturNav: 46ea4cd0-ddac-4975-8121-92b6c1b189ff
- Library of Congress Control Number: n80049733
- Nationale Bibliotheek van Tsjechië: xx0279463
- Nationale Bibliotheek van Israël: 987007432472505171
- Nederlandse Thesaurus van Auteursnamen: 070023492
- RKD-Nederlands Instituut voor Kunstgeschiedenis: 208
- Istituto Centrale per il Catalogo Unico: VEAV336343
- LIBRIS: 207940
- Système universitaire de documentation: 085899844
- Union List of Artist Names: 500023457
- Virtual International Authority File: 10020076
- WorldCat: E39PBJcGqX36WptBBvVJbT3xXd